# Luis Núñez Vergara
Luis Joaquín Núñez Vergara (Los Ángeles, 7 de abril de 1948 - Santiago, 25 de octubre de 2013), fue un científico y académico chileno. Entre 1998 y 2013 fue decano de la Facultad de Ciencias Químicas y Farmacéuticas de la Universidad de Chile.
Titulado como químico farmacéutico y licenciado en Farmacia de la Universidad de Chile, fue doctor en Ciencias, además de postgrados en distintas universidades de España. Contó con más de 200 publicaciones científicas reconocidas internacionalmente.

## Primeros años de vida
Luis Núñez nació en Los Ángeles, Chile. De padres farmacéuticos, Luis, junto con sus dos hermanos, se interesó desde los 7 años en el área científica al ver a sus papás trabajar con inyectables y tabletas. Estudió en el Liceo Alemán del Verbo Divino de Los Ángeles, donde fue un buen alumno, destacándose claramente en las ciencias. Terminó sus estudios en el Internado Nacional Barros Arana.

### Matrimonio e hijo
Conoce en su etapa universitaria a su compañera de carrera, Arlette, es Química Farmacéutica, con quien se casó en 1972. Teniendo a su hijo único, Cristian Núñez. Trabajó en la Pontificia Universidad Católica de Chile. Cristian es médico veterinario.

### Universidad
Entró a la Universidad de Concepción en la carrera de Química y Farmacia. Se cambió de universidad, para quedarse en la Universidad de Chile en la misma carrera. Como estudiante, nunca reprobó ningún ramo, y destacó en los deportes como jugador de fútbol de la Facultad de Ciencias Químicas y Farmacéuticas de la Universidad de Chile. También practicó el atletismo, participó de obras teatrales y fue dirigente estudiantil. Participó en campañas de salud junto con sus compañeros y estudiantes de medicina, asistiendo a personas de bajos recursos y enseñándoles de qué trataba su carrera, además de aconsejar a la gente sobre qué medicamentos y fármacos usar.
Núñez decide hacer su memoria en la Faculta de Medicina junto con el doctor Mardones. Luego de titularse como Químico Farmacéutico, trabajó desde 1971 como académico de la Facultad de Ciencias Químicas y Farmacéuticas. Hizo las gestiones para postular a un postgrado, ya que en Chile no se dictaban postgrados ni doctorados. Tuvo la oportunidad de salir a hacer un postgrado en la Universidad de San Francisco, California, el año 1973, cuando surgió el golpe militar. Esto causó que los convenios Chile-California se interrumpieran, impidiendo su salida.
Se quedó en Chile, trabajando como académico e investigador en la Universidad de Chile. Núñez se destacó con sus publicaciones, especialmente en el área de la Bioelectroquímica, que en esos tiempos no existía en Chile. Participó de muchas investigaciones como profesor responsable en proyectos Fondecyt desde 1983. En 1985 hizo su primer posgrado en la Universidad Libre de Bruselas, Bélgica, para así hacer otros 4 en España: Universidad de Córdoba (1986); Universidad de Sevilla (1991, 1993-1995) y en la Universidad de Huelva (2000-2010). Diplomado en estudios avanzados de la Universidad de Huelva, España (2006). Doctorado en ciencias de la Universidad de Huelva, España (2008). 

## Vida profesional
Luis Núñez ejerció como académico de la Universidad de Chile. Fue profesor titular del Departamento de Química Farmacológica y Toxicológica. Impartió las clases de pregrado en Farmacología I y II en la Facultad de Química y Farmacia de la Universidad de Chile. En posgrado se dedicó al programa de Farmacología Molecular, y a Antioxidantes y Radicales libres para Magísteres y Doctorados en Química y Farmacología.

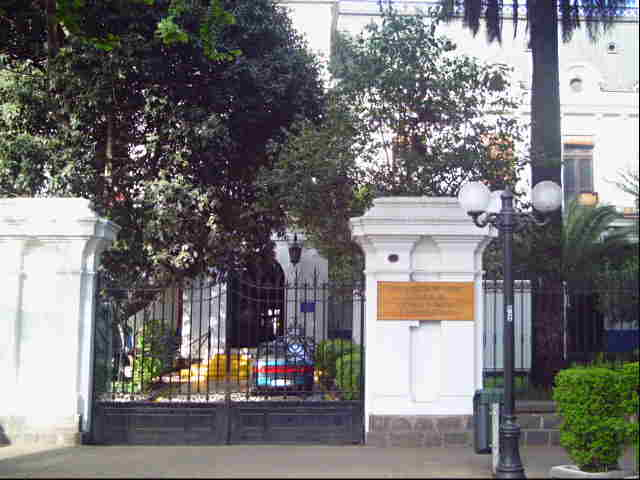
Facultad de Ciencias
Químicas y Farmacéuticas.

Llevó aproximadamente la dirección de 145 memorias, además de 15 doctorados como profesor responsable. Fue profesor visitante en la Universidad Libre de Bruselas, Bélgica; Universidad de París VI, Francia; Universidad de Sevilla, España; Universidad de Córdoba, España.
Hizo 220 publicaciones ISI, dentro de las cuales se destacan: Bioelectrochemistry: Characterization and Reactivity of Free Radicals from drugs; Organic Electrochemistry: Reduction and Oxidation of Organic Molecules of Pharmacological Relevance; Analytical Electrochemistry: Development of new analytical methods to the quantitative determination of drugs to be applied at dosage forms; entre otros. Además de varios candidatos a doctor.
Fue miembro de: International Society of Electrochemistry (ISE); Bioelectrochemical Society (BES); Electrochemical Society (ECS), Sociedad Chilena de Química, Sociedad Chilena de Farmacología, Sociedad Chilena de Biología 
Es Decano de la Facultad de Ciencias Químicas y Farmacéuticas de la Universidad de Chile por 4 períodos (1998 – 2014).

### Decanato
Ya para 1998, Núñez había alcanzado un renombre que lo distinguía entre los científicos chilenos, aunque nunca tuvo en sus prioridades alcanzar un cargo académico más alto. Fue para entonces cuando un grupo de académicos le hicieron la proposición de que fuese Decano de la Facultad de Ciencias Químicas y Farmacéuticas. Al ver que tenía el apoyo de muchos académicos, y de tener la seguridad de tener un grupo de académicos que lo ayudarían, accedió en 1998 a ser decano. 
Desde entonces, fue Decano de la Facultad de Ciencias Químicas y Farmacéuticas de la Universidad de Chile por 4 periodos hasta su fallecimiento. Como decano, su proyecto más importante fue la construcción del nuevo edificio en la facultad de ciencias químicas farmacéuticas de Independencia.

### Publicaciones internacionales más relevantes
1. Electrochemical, UV-Visible and EPR Studies on Nitrofurantoin: nitro Radical Anion Generation and its Interaction with Glutathione. L.J. Nuñez-Vergara, J.C. Sturm, C. Olea-Azar, P. Navarrete-Encina, S., Bollo & J.A. Squella.
2. Electrochemical Oxidation of 4-Methyl-1,4-Dihydropyridines in Protic and Aprotic Media, Spin Trapping Studies. Luis J. Núñez-Vergara, J.C. Sturm, A. Álvarez-Lueje, C. Olea-Azar, C. Sunkel & J.A. Squella.
3. In Situ Reactivity of the Electrochemically generated Nitro Radical anion from Nitrendipine with Glutathione, Adenine and Uracil. Luis J. Núñez-Vergara, F. García, M. M. Domínguez, J. de la Fuente & J.A. Squella.

## Fallecimiento
Falleció el 25 de octubre de 2013, a las 11 de la noche, de un infarto agudo al miocardio.